# Нижні Кузли
Нижні Кузли́ (рос. Нижние Кузлы) — село у складі Пономарьовського району Оренбурзької області, Росія.

## Населення
Населення — 293 особи (2010; 378 у 2002).
Національний склад (станом на 2002 рік):
- мордва — 92 %